# Chim sâu mào lửa
Chim sâu mào lửa (danh pháp hai phần: Dicaeum anthonyi) là một loài chim thuộc họ Chim sâu. Đây là loài đặc hữu Philipin. Nó sinh sống ở rừng núi cao ẩm nhiệt đới và cận nhiệt đới. Nó đang trở nên hiếm do mất nơi sống.